# Africa Orientale Italiana
Con Africa Orientale Italiana (in sigla A.O.I.) si fa riferimento all'insieme di colonie italiane nel Corno d'Africa, la cui unione fu proclamata da Benito Mussolini il 9 maggio 1936 dopo la conquista dell'Etiopia.
Univa all'annesso Impero d'Etiopia le colonie dell'Eritrea e della Somalia. Era a sua volta divisa in sei governatorati: Governatorato di Amara, Governatorato dell'Eritrea, Governatorato di Harar, Governatorato di Galla e Sidama, Governatorato dello Scioa e Governatorato della Somalia. Era delimitata a occidente da una serie di bassure, che partono a nord dalla foce del fiume Barca seguendo la valle di detto fiume, poi quella del suo affluente di sinistra proveniente dalla zona di Càssala, il bassopiano del Sudan, alcune paludi, parte del Lago Rodolfo e arrivano all'oceano Indiano nella regione dell'Oltregiuba, presso la foce del fiume Tana, poco a nord di Mombasa.
Confinava con il Sudan Anglo-Egiziano e la Colonia e protettorato del Kenya a occidente e con il mar Rosso, il golfo di Aden e l'oceano Indiano a oriente. Tra l'Africa Orientale Italiana e il golfo di Aden si trovavano la Somalia francese e quella britannica, quest'ultima poi annessa alla Somalia italiana dopo la sua conquista da parte delle truppe italiane durante la seconda guerra mondiale. Cessò di fatto di esistere alla fine del novembre 1941, dopo la sconfitta italiana subita nella campagna contro gli Alleati durante la seconda guerra mondiale. La perdita formale della colonia avvenne alla firma del Trattato di pace a Parigi nel 1947.

## Storia
Terminata la conquista dell'Etiopia il 9 maggio 1936, l'AOI fu proclamata con il regio decreto legge 1 giugno 1936, n. 1019, "Ordinamento e amministrazione dell'Africa Orientale Italiana", e di fatto riconosciuta dalla comunità internazionale, che il 14 luglio revocò le sanzioni economiche all'Italia fascista. Il Governatore generale dell'AOI aveva altresì il titolo di Viceré d'Etiopia.
Ci fu un ammodernamento dell'ex impero etiope, diviso in quattro governatorati, per uniformarlo alle altre due colonie di Eritrea e Somalia, già tempo possedimento italiano.
Nel 1937 fu quasi completamente stroncata da Graziani la resistenza dei guerriglieri indigeni Arbegnuoc.
Potenzialmente, questi possedimenti nel Corno d'Africa costituivano una minaccia per le vie di collegamento e l'unità economico-militare dell'Impero britannico. Infatti le forze italiane avrebbero potuto agilmente interrompere i collegamenti continentali tra Il Cairo a nord e Città del Capo a sud, in particolar modo se le forze italiane fossero riuscite ad occupare Khartum e a realizzare un collegamento con la Cirenaica: tutto ciò avrebbe di fatto accerchiato l'Egitto e la nevralgica zona del Canale di Suez.
Nel 1938 fu comunque ottenuto il riconoscimento del possedimento italiano anche da parte di Inghilterra e Francia.
Nel 1940 era l'Africa italiana a essere di fatto isolata, impossibilitata a ricevere rifornimenti diretti dall'Italia e completamente circondata da colonie britanniche; la mobilità delle forze italiane era inoltre minacciata dalla persistenza della guerriglia etiope.

### La guerra
All'inizio del conflitto, il 10 giugno, le forze italiane presenti ammontavano a circa 90 000 uomini tra Esercito, Marina, Regia Aeronautica e Finanza, nonché a circa 200 000 soldati coloniali (àscari). Sebbene si trattasse di una forza ragguardevole, le truppe italiane erano distribuite su diversi e sterminati scacchieri operativi, da ciascuno dei quali era impossibile intervenire in aiuto di altri settori in difficoltà, a causa della assoluta inesistenza di collegamenti. Scarsa era anche la dotazione di automezzi delle forze italiane e la disponibilità di carburante. La maggiore mobilità delle forze italiane era quella dei reparti a cavallo di ascari, formazioni regolari che venivano affiancate quando possibile da bande irregolari.
Nonostante le difficoltà e comunque con una scarsa organizzazione, approfittando della superiorità momentanea le forze italiane iniziarono alcune operazioni offensive che portarono alla conquista di Cassala, città sudanese a pochi km dal confine, e del Somaliland, la Somalia britannica. In entrambi i casi i guadagni strategici non compensarono lo sforzo tattico e logistico. Cassala venne comunque presto ripresa dalle forze britanniche in Sudan, rinforzate con elementi provenienti dall'Egitto ed alcuni reparti indiani.
Il 27 marzo 1941, dopo la caduta della piazzaforte di Cheren, strenuamente difesa dal generale Orlando Lorenzini e i suoi uomini, e in seguito alla resa di Massaua l'8 aprile dello stesso anno, l'Italia di fatto perse i territori eritrei. Il 19 maggio, dopo un tentativo di resistenza sull'Amba Alagi, il viceré Amedeo d'Aosta si arrese con l'onore delle armi, anche se la guerra si sarebbe definitivamente conclusa soltanto il 28 novembre 1941, con la resa del generale Guglielmo Nasi al comando degli ultimi difensori di Gondar.
Continuarono però operazioni di guerriglia sotto il comando di Amedeo Guillet, perlopiù nella regione costiera. Questa guerriglia si esaurì nel 1943 nelle montagne del Tigrè, ai confini con l'Eritrea.
Tra l'aprile 1942 e l'agosto 1943 si svolse il rimpatrio, via nave, di circa 28.000 civili italiani, in una missione umanitaria denominata missione speciale AOI.

## Ordinamento

### Suddivisioni amministrative

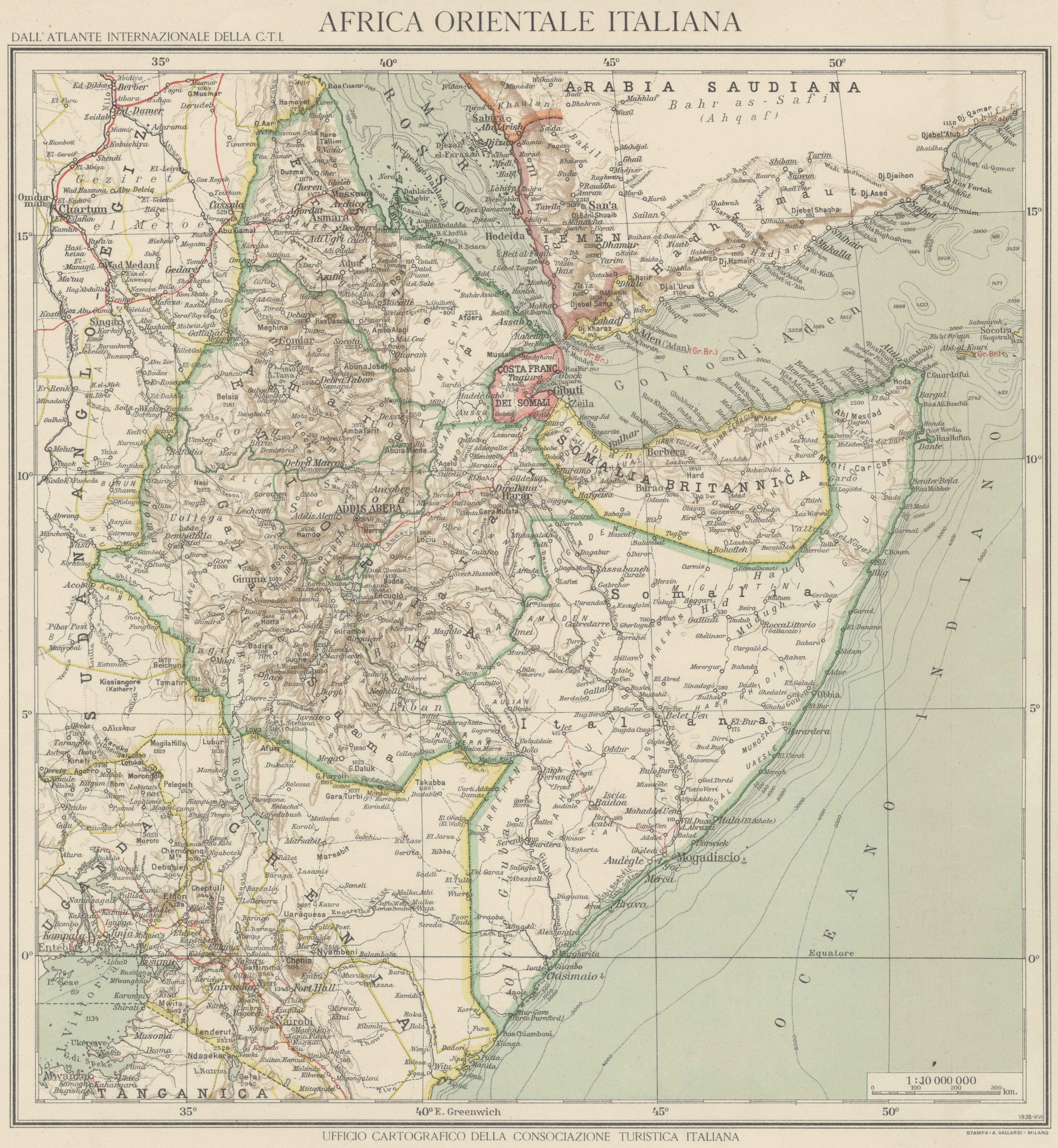
Mappa dell'Africa Orientale Italiana del 1938

L'Africa Orientale Italiana era stata suddivisa in cinque governi con un regio decreto il 1º giugno 1936, al cui vertice vi era comunque la capitale Addis Abeba, sede del Viceré d'Etiopia e del governatorato centrale (poi divenuto anch'esso governo con il regio decreto dell'11 novembre 1938, col nome di Scioa). I Governi erano suddivisi in Commissariati di Governo, retti da un Commissario di Governo coadiuvato da un Vice Commissario, solitamente titolare anche della Residenza con sede nel capoluogo del Commissariato. I Commissariati erano suddivisi in Residenze, suddivise talora in Vice Residenze. Di regola la sede di Commissariato era dotata di scuole elementari, ufficio postale e telegrafo, infermeria con medico, pista per aeroplani. Le sedi di Residenze erano dotate di ufficio postale, telegrafo e infermeria con medico.
I 6 governatori dipendevano dal Viceré d'Etiopia. Le capitali dei governi italiani erano ad Asmara per l'Eritrea, a Gondar per l'Amara, a Gimma per la Galla e Sidama, ad Harar Jugol per l'Harar, a Mogadiscio per la Somalia. I territori di Amara, Galla-Sidama e Harar formavano all'epoca l'Impero d'Etiopia.
Presso le colonie orientali erano stati istituiti anche un servizio dell'Azienda Autonoma Statale della Strada (Regio decreto n. 1804 del 24 luglio 1936) e gli organi giudiziari italiani (Regio decreto n. 2010 del 21 agosto 1936).
Dopo il Regio decreto dell'11 novembre 1938 che creò il nuovo Governatorato dello Scioa al posto del Governatorato di Addis Abeba era così suddivisa:
| Governo        | Capoluogo   | Commissariati | Popolazione        | Italiani        | Targa |  |
| -------------- | ----------- | --- | ------------------ | --------------- | ----- |  |
| Amara          | Gondar      | - Commissariato di Beghemeder - Commissariato di Debre Berhan - Commissariato del Goggiam Orientale - Commissariato di Gondar - Commissariato di Semien - Commissariato dell'Uollo Jeggiu - Commissariato dell'Uag Lasta - Commissariato del Goggiam Occidentale                                                 | 2 000 000 abitanti | 11 103 (0,56%)  | AM    |  |
| Eritrea        | Asmara      | - Commissariato dell'Acchelè Guzai - Commissariato del Bassopiano Occidentale - Commissariato del Bassopiano Orientale - Commissariato di Cheren - Commissariato della Dancalia - Commissariato dell'Hamasien | 1 500 000 ab.      | 72 408 (4,83%)  | ER    |  |
| Harar          | Harar       | - Commissariato di Arussi - Commissariato del Cercer - Commissariato di Dire Daua - Commissariato di Ghimir - Commissariato di Giggiga - Commissariato di Goba - Commissariato di Harar - Commissariato di Adama                                                                                                 | 1 600 000 ab.      | 10 035 (0,63%)  | HA    |  |
| Galla e Sidama | Gimma       | - Commissariato di Baco - Commissariato dell'Ovest - Commissariato del Borana - Commissariato del Caffa e Ghimirra - Commissariato di Gimma - Commissariato del Guraghé e Cambattà - Commissariato del Magi e Sciuro - Commissariato dell'Ometo - Commissariato del Sidamo - Commissariato dell'Uollega e Gundrù | 4 000 000 ab.      | 11 823 (0,3%)   | GS    |  |
| Scioa          | Addis Abeba | | 1 850 000 ab.      | 40 698 (2,2%)   | SC    |  |
| Somalia        | Mogadiscio  | - Commissariato dell'Alto Giuba - Commissariato del Basso Giuba - Commissariato dell'Alto Scebeli - Commissariato del Basso Scebeli - Commissariato della Migiurtinia - Commissariato di Mogadiscio - Commissariato del Mudugh - Commissariato del Nogal                                                         | 1 150 000 ab.      | 19 200 (1,67%)  | SOM   |  |
| A.O.I.         | Addis Abeba | | 12 100 000         | 165 267 (1,37%) |       |  |

### Autorità

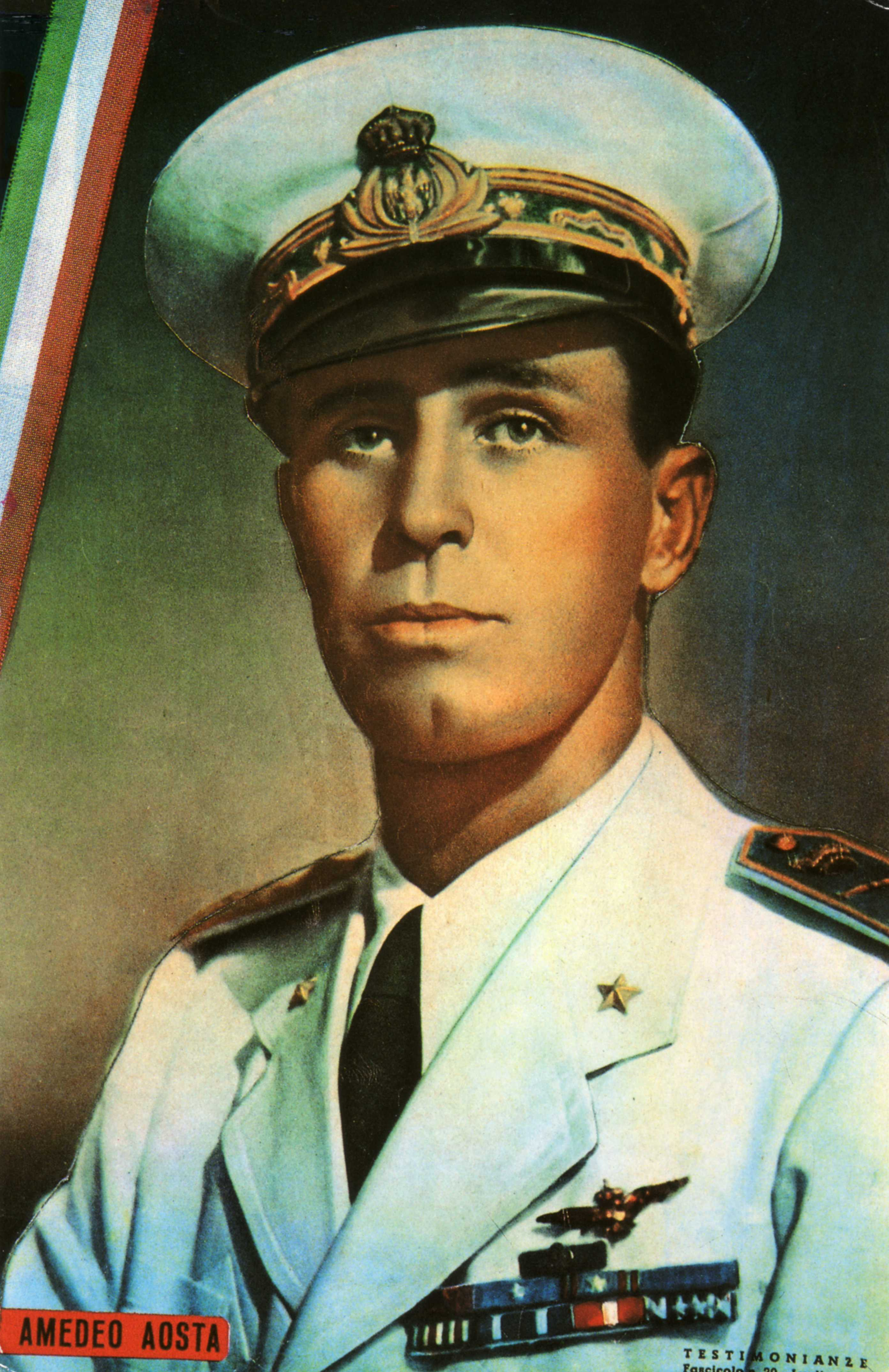
Amedeo di Savoia-Aosta, viceré d'Etiopia.

Maggio 1940. Il duca d'Aosta in visita in un villaggio etiopico.

Precedentemente alla costituzione dell'Africa Orientale Italiana, l'area era sottoposta al controllo di un alto commissario nominato dal capo del governo italiano, secondo la legge n. 783 dell'11 aprile 1935.
Dal 15 gennaio 1935 venne nominato Emilio De Bono, che mantenne la carica fino al 27 novembre dello stesso anno: a lui viene sostituito Pietro Badoglio.
Con la dichiarazione della nascita dell'Impero il 9 maggio del 1936, Badoglio diviene il primo Viceré d'Etiopia e Duca di Addis Abeba, fino a quando, nel giugno, viene designato Rodolfo Graziani. Il 21 dicembre 1937 gli succede Amedeo di Savoia, duca di Aosta, che siede sul trono dell'Etiopia fino alla definitiva perdita dei territori nel 1941. Lo seguono brevemente Pietro Gazzera (dal 23 maggio al 6 luglio) e Guglielmo Nasi (fino al 27 novembre 1941).
Per quanto riguarda il Partito Nazionale Fascista, i primi federali di Addis Abeba furono: dal 1936, Vezio Orazi che fondò il fascio di Addis Abeba sostituito da Guido Cortese; dal 1937, Marcello Bofondi, già segnalatosi in Italia per le sue qualità di organizzatore.

### Presenza militare

Francobollo dell'Africa orientale del 7 febbraio 1938.

Il Regio Esercito poteva contare in questo periodo in Africa Orientale su due divisioni, la 65ª Divisione fanteria "Granatieri di Savoia", con i reggimenti 10º e 11º e la Divisione fanteria "Cacciatori d'Africa", con i reggimenti di fanteria 210º "Bisagno" e 211º "Pescara". A questi si aggiunsero trentuno battaglioni di Camicie Nere, svariati gruppi di artiglieria autonoma sia nazionale che coloniale, 24 carri medi M11/39, 39 carri leggeri CV33, sei squadriglie autoblindo Lancia 1ZM e una di autoblindo Fiat 611 e ventinove Brigate coloniali inquadrate della Forze armate dell'Africa Orientale Italiana. In totale si trattava di quasi seimila ufficiali, 91 000 uomini di truppa nazionale e 182 000 uomini di truppa locale.
La Regia Marina schierava, per i territori coloniali, la Flotta del Mar Rosso, costituita dalla III Squadriglia cacciatorpediniere (Battisti, Manin, Nullo, Sauro), dalla V Squadriglia cacciatorpediniere (Leone, Pantera, Tigre), da due incrociatori ausiliari tipo RAMB e da una nave ospedale (RAMB IV).
Infine l'Aeronautica dell'Africa Orientale si costituiva innanzitutto di alcuni gruppi da bombardamento terrestri, il XLIV Gruppo di Addis Abeba (S. 79), il 29º di Sciasciamanna (SM. 81), il 4º Gruppo volo di Dire Daua (SM. 81) e il 27º di Dessiè (Ca. 133). Inoltre, vi erano anche alcune squadriglie di caccia, ossia la 410ª di Giggiga (CR. 32), la 211ª di Dire Daua (CR. 32), la 412ª di Gura (CR. 42) e la 413ª di Assab (CR. 42), per un totale di 223 aerei di diversa tipologia ma, tranne per gli S.M.79, tutti obsoleti al tempo della dichiarazione di guerra.

## Demografia

### Presenza dei civili italiani

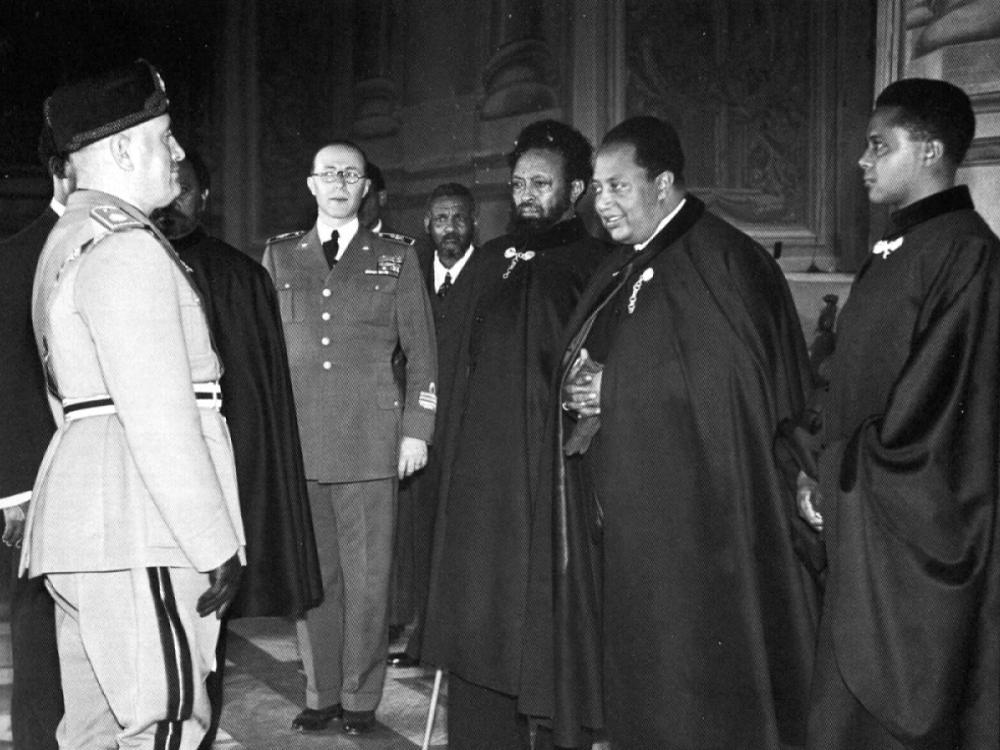
Ras Sejum Mangascià, i ras Ghetacciù Abaté e Kebbedé Guebret, ricevuti a Roma da Mussolini il 6 febbraio 1937.

In Africa Orientale Italiana nel marzo 1940 c'erano circa 170 000 civili italiani (al 31 dicembre 1939 erano 165 267, ma il flusso continuò fino all'approssimarsi dell'entrata in guerra dell'Italia), un numero notevole rispetto ai 6 000 (4 188 in Eritrea, 1 668 in Somalia e poco più di un centinaio in Etiopia) presenti prima dell'aggressione all'Etiopia del 1935 tenuto conto anche del breve periodo di appena quattro anni in cui si svolse l'emigrazione. Vivevano in gran parte nei capoluoghi dei sei governi che componevano l'impero e nei centri più importanti come Dessiè, Dire Daua, Decamerè, Massaua, Cheren salvo alcuni funzionari di governo delle residenze e i contadini degli insediamenti agricoli. Ad Addis Abeba, alla vigilia dell'entrata in guerra dell'Italia, gli italiani residenti erano 38 486, preceduti solo dai 53 000 di Asmara. Appartenevano a ogni ceto sociale e categoria professionale: funzionari pubblici, imprenditori, artigiani, commercianti, impiegati, operai e contadini.
La presenza di donne italiane fu modesta nei primi due anni, limitata alla stretta parentela dei funzionari imperiali e dei militari. Poi a partire dalla metà del 1938 con la predisposizione in crescendo di alcune infrastrutture indispensabili come strade, abitazioni (molte delle quali costruite da enti pubblici tra cui l'Istituto Case Popolari, l'Incis, l'Inps, e la Banca d'Italia), acquedotti, centrali elettriche, scuole e strutture sanitarie, l'aumento fu notevole. L'emigrazione fu stimolata dal regime fascista anche per contrastare il fenomeno del madamismo diffuso in tutti gli strati sociali nonostante le pesanti sanzioni previste dalle leggi razziali. Così si recarono nell'impero anche molte donne nubili in cerca di un lavoro o di un'affermazione professionale nella sanità, nell'insegnamento e nell'impiego pubblico e privato. Nel marzo del 1940 il genere femminile contava circa 28 000 unità di cui 12 000 circa ad Asmara e 6 300 nella capitale. Nell'ultimo periodo l'emigrazione delle donne rappresentò il 37% del totale. La stratificazione sociale può essere paragonata a un triangolo con al vertice le rappresentanti dell'alta borghesia e dell'aristocrazia istituzionale, politica e militare costituita dalla stretta parentela (mogli, madri, figlie) dei vertici imperiali; al centro le donne del ceto contadino e operaio e alla base il gruppo più numeroso della media e piccola borghesia.

### La colonizzazione demografica

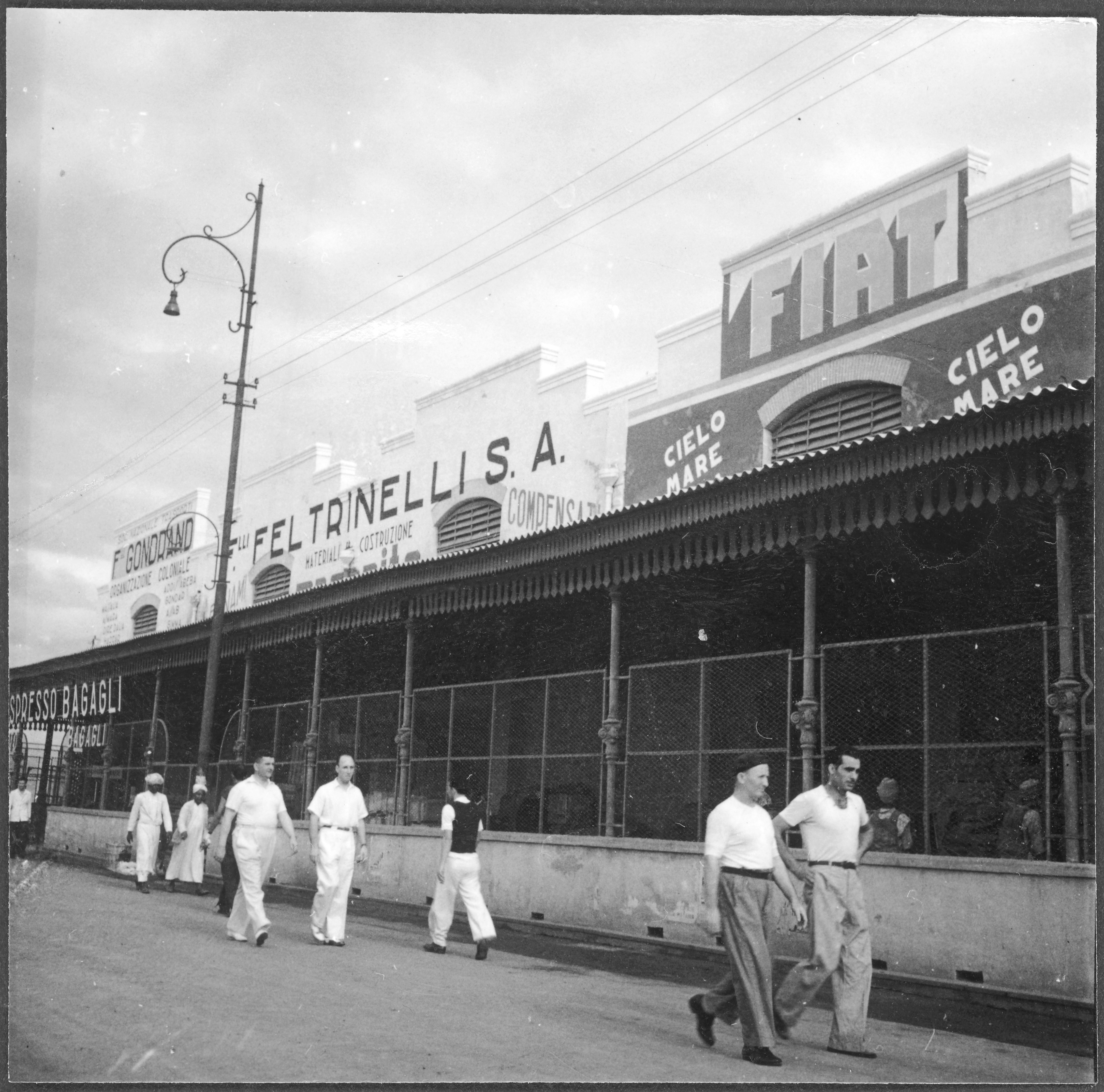
Coloni italiani a Massaua, 1939.

La colonizzazione demografica rappresentò l'elemento distintivo del colonialismo fascista.
Nei piani originari doveva servire ad eliminare quella parte d'eccedenza annua di nati, stimata in 400 000 unità, non integrabile dal mercato nazionale né dalla tradizionale emigrazione verso altre nazioni, aborrita dal fascismo, con l'invio di centinaia di migliaia di disoccupati e sottoccupati soprattutto del settore agricolo in Africa Orientale.
Altri fondamentali obiettivi economici dovevano essere l'autosufficienza alimentare della colonia e il rifornimento della madrepatria.
La colonizzazione contadina doveva costituire il grosso dell'emigrazione; accanto ad essa in numero molto minore anche altre categorie necessarie per l'organizzazione e lo sviluppo dell'impero. Doveva basarsi per quanto possibile sulla presenza di nuclei familiari.
L'emigrazione verso l'Africa Orientale Italiana non fu affidata alla libera scelta ma controllata dai pubblici poteri e dal partito fascista attraverso una serie di rigide condizioni.
Al tramonto dell'impero, tuttavia, la popolazione agricola costituiva un'esigua minoranza sul totale degli italiani presenti in colonia per una serie di cause, tra cui le principali furono: il limite temporale dell'occupazione, le scarse risorse disponibili, le poche terre fertili coltivabili e l'opposizione armata dei patrioti etiopici.
Nel settore agricolo operarono 200 grandi aziende, i piccoli agricoltori nel numero compreso tra i 2 000 e i 4 255 e gli enti pubblici che incanalarono la colonizzazione demografica. Quella che diede i migliori risultati fu l'agricoltura capitalistica, che utilizzò prevalentemente manodopera indigena, i cui prodotti (lana, cotone, caffè, allevamenti) furono destinati all'Italia o esportati all'estero.
La colonizzazione demografica contadina fu affidata a enti pubblici che dovevano consegnare ai coloni i fondi già predisposti con le relative case coloniche da riscattare in un congruo numero di anni. Gestivano l'organizzazione e le attrezzature necessarie e ad essi era affidata la vendita dei prodotti il cui ricavato andava versato sugli appositi libretti dei contadini.
Tra gli enti pubblici il primo che operò in Africa Orientale Italiana fu l'Opera Nazionale Combattenti sotto la presidenza di Araldo di Crollalanza attraverso l'Azienda Africa Orientale. Furono costituiti due comprensori nello Scioà non eccessivamente distanti da Addis Abeba; il primo quello di Olettà lungo la strada per Lechemti disponeva nel 1940 di un centro urbano con i servizi essenziali, 98 case coloniche raggruppate in modo utile per la difesa da eventuali attacchi dei resistenti etiopici su circa 7 000 ettari. Nel maggio del 1939 si erano insediate 93 famiglie per un totale di 354 unità. La costituzione dell'altro, quello di Biscioftù, nei pressi di Moggio e del lago omonimo incontrò notevoli ostacoli per le paludi esistenti. In Africa Orientale Italiana operarono anche alcuni enti di colonizzazione regionali. Romagna d'Etiopia svolse la sua attività principalmente nel grande comprensorio di Uogherà nell'Amhara; successivamente a Villa Anna Maria nello Scioà e nell'alto Auasc con un totale di circa 600 tra contadini e operai senza le relative famiglie che per precauzione furono lasciate in Italia per la forte attività dei ribelli.
Puglia d'Etiopia operò nel Harar con il comprensorio nella valle di Uacciò e il centro dei servizi chiamato Bari d'Etiopia.
Al 31 dicembre 1939 c'erano 15 nuclei familiari nelle rispettive case coloniche con un totale, tra contadini ed operai, di 161 unità. Ente di colonizzazione Gestione Thesauro De Rege nei pressi di Gimma, nel Galla e Sidamo. Il comprensorio al maggio del 1940 comprendeva 41 nuclei familiari sistemati nelle relative case coloniche e un totale di 259 unità.
Operarono in Africa Orientale, inoltre, le strutture denominate Centurie Agricole di precolonizzazione (250 unità), Pattuglie del grano (14 unità) e Consorzio agricolo dell'Amara (34 unità). Era prevista, infine, la costituzione di Veneto d'Etiopia, Aosta d'Etiopia e l’Ente per gli italiani residenti all'estero.
Il 30 maggio 1940 gli enti di colonizzazione contavano 1 193 coloni e 169 nuclei familiari.
Nel corso degli anni '30 venne inoltre presa in considerazione dal regime la possibilità di creare un insediamento di coloni ebrei in Etiopia, provenienti sia dall'Italia che da altre nazioni europee. Tale progetto non venne tuttavia concretizzato a fronte dell'evolversi della situazione internazionale e dell'inasprirsi delle misure antisemite adottate in Italia.

## Economia

### Banche
Il primo tentativo di stabilire un moderno sistema bancario nel Corno d'Africa era stato rappresentato dalla Banca per l'Africa Orientale, esistita dal 1917 al 1923, ovvero prima della nascita dell'A.O.I..
Nel 1940, prima della Guerra, l'organizzazione bancaria in A.O.I. era la seguente:
- Banca d'Italia (12) ad Asmara, Massaua, Assab, Cheren, Gondar, Dessiè, Addis Abeba, Dire Daua, Gimma, Harar, Mogadiscio, Merca, Chisimaio.
- Banco di Roma (19) ad Asmara, Massaua, Assab, Gondar, Dessiè, Debra Marcos, Addis Abeba, Lechemti, Gambela, Gimma, Gore, Dembi Dollo, Dire Daua, Harar, Mogadiscio, Combolcià, Otiè, Giggiga.
- Banco di Napoli (4) ad Asmara, Decamerè, Massaua, Mogadiscio
- Banca Nazionale del Lavoro (4) ad Asmara, Massaua, Addis Abeba, Decamerè.
- Cassa di Credito Agrario e Minerario (1) ad Addis Abeba.
- Società Nazionale d'Etiopia (1) ad Addis Abeba.

In totale 42 filiali così distribuite per regione: Amara (6), Eritrea (13); Galla e Sidama (6), Harar (5), Scioa (7), Somalia (5).

### Valuta

Banconota da 100 lire per uso esclusivo nell'Africa Orientale Italiana.

Fino al 1º luglio 1925 in Somalia la valuta ufficiale era la rupia italiana d'argento, divisa in 100 bese di bronzo, che fino al 1º luglio 1927 poteva essere cambiata in 8 lire.
Nell'A.O.I. era anche in circolazione il Tallero di Maria Teresa.

Francobolli dell'Africa Orientale Italiana.

La lira dell'Africa Orientale Italiana, abbreviata in £ AOI, era la valuta (legge n. 260 dell'11/01/1937) dell'area tra il 1936 e il 1941, ed era equivalente alla lira italiana e vi circolava assieme con lo stesso cambio. Le prime banconote furono stampate nel 1938, col valore di 50, 100, 500 e 1 000 lire.

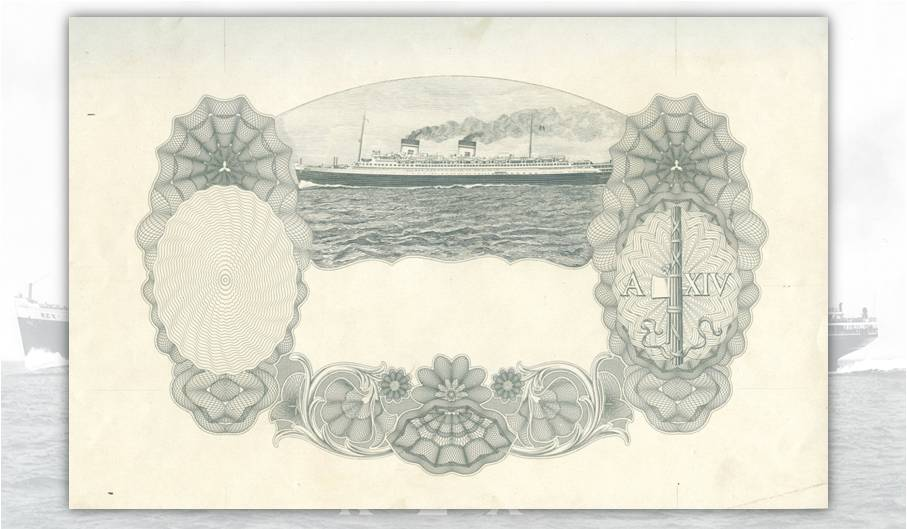
Retro della prova originale da 1000 lire destinata all'Africa Orientale Italiana.

Come spiegato dal numismatico Gerardo Vendemia a seguito della scoperta del bozzetto originale delle 1000 lire, raffiguranti sul retro il transatlantico Rex, nel 2021, il progetto iniziale prevedeva realizzare una serie di banconote dedicata alla circolazione nei territori dell'AOI. Tuttavia i tempi per la progettazione e realizzazione dei cliché (oltre alla stampa e la distribuzione) di nuova cartamoneta sarebbero stati troppo lunghi e perciò si optò per l'utilizzo delle stesse banconote circolanti in Italia, della serie disegnata da Giovanni Capranesi, ma con piccole modifiche, tra cui la dicitura "Serie Speciale Africa Orientale Italiana" e colorazioni differenti. La premura di non inviare la stessa cartamoneta circolante in Italia era importante dal punto di vista economico, in quanto, qualora le sorti delle operazioni coloniali in Africa fossero state negative per l'Italia, sarebbe stato possibile dichiarare la serie di biglietti "fuoricorso", senza risvolti sulla circolazione nella madrepatria.
L'esclusiva circolazione delle banconote nei territori dell'Africa Orientale Italiana fu revocata con D.M. del 25 novembre 1942, per sopperire alla carenza di cartamoneta durante la Seconda guerra mondiale
In Etiopia la lira dell'Africa Orientale Italiana sostituì il birr e in Eritrea il tallero locale e anche brevemente lo scellino nella Somalia Britannica tra il 1940 e il 1941. Le valute precedenti vennero ristabilite dagli inglesi quando occuparono l'Africa Orientale Italiana, istituendo in alcuni casi lo scellino dell'Africa Orientale, con cambio pari a 24 lire dell'Africa Orientale Italiana. Come residuo dell'uso della lira italo-africana, fino alla fine degli anni sessanta in Somalia veniva usata l'espressione "lix lira" (cioè "sei lire") per indicare i venticinque centesimi di scellino somalo.

## Infrastrutture

### Strade

Il ponte sul Barca ultimato dall'AASS sul tracciato della strada statale italiana dell'AOI n. 5 (Asmara-Sabderat).

Negli anni venti e trenta furono realizzate numerose opere stradali dando vita a una rete di circa 18000 km di strade fra principali e secondarie, fra le quali la strada Asmara-Addis Abeba.

### Ferrovie

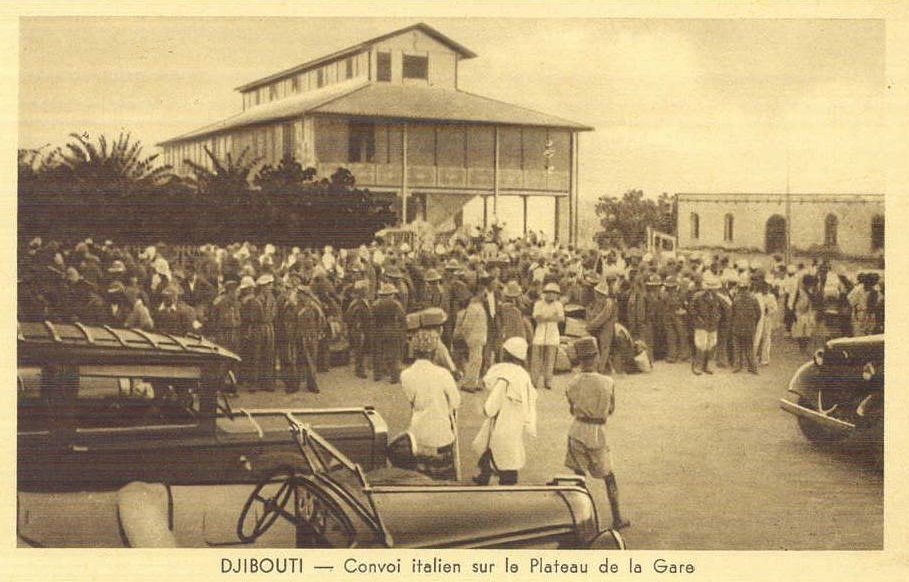
Convoglio italiano alla stazione di Gibuti, in attesa di imbarcarsi per Addis.

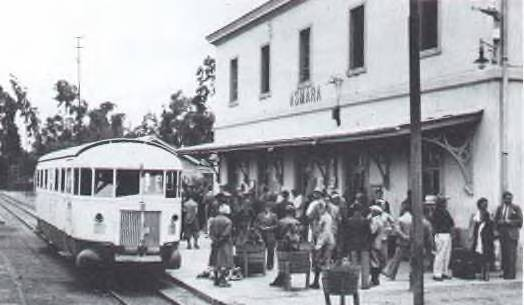
Littorina alla stazione di Asmara, 1938.

Le infrastrutture ferroviarie dell'Africa Orientale Italiana erano le seguenti:
- ferrovia Addis Abeba-Gibuti, completata nel 1917 e costruita con capitali francesi, lunga 784 km di cui 106 km di competenza della Somalia Francese. La ferrovia franco-etiopica era l'unico mezzo per raggiungere Addis Abeba durante la stagione delle piogge. I francesi permisero all'Italia fascista di utilizzare la ferrovia a piacimento durante l'occupazione dell'Etiopia, nonostante le sanzioni internazionali. Un accordo commerciale venne firmato a Roma nel 1936, e ulteriori sconti vennero concessi nel 1938. La compagnia ferroviaria accettò di investire 70 milioni di franchi per rinnovare la linea al fine di soddisfare i bisogni logistici italiani.[11]
- ferrovia Asmara-Biscia, lunga 227 km e completatata nel 1932.
- ferrovia Massaua-Asmara, lunga 118 km e completata nel 1911.
- ferrovia Massaua-Saati, lunga 26 km e completata nel 1888.
- ferrovia Mogadiscio-Villaggio Duca degli Abruzzi, lunga 113 km e completata nel 1927.

### Porti e aeroporti

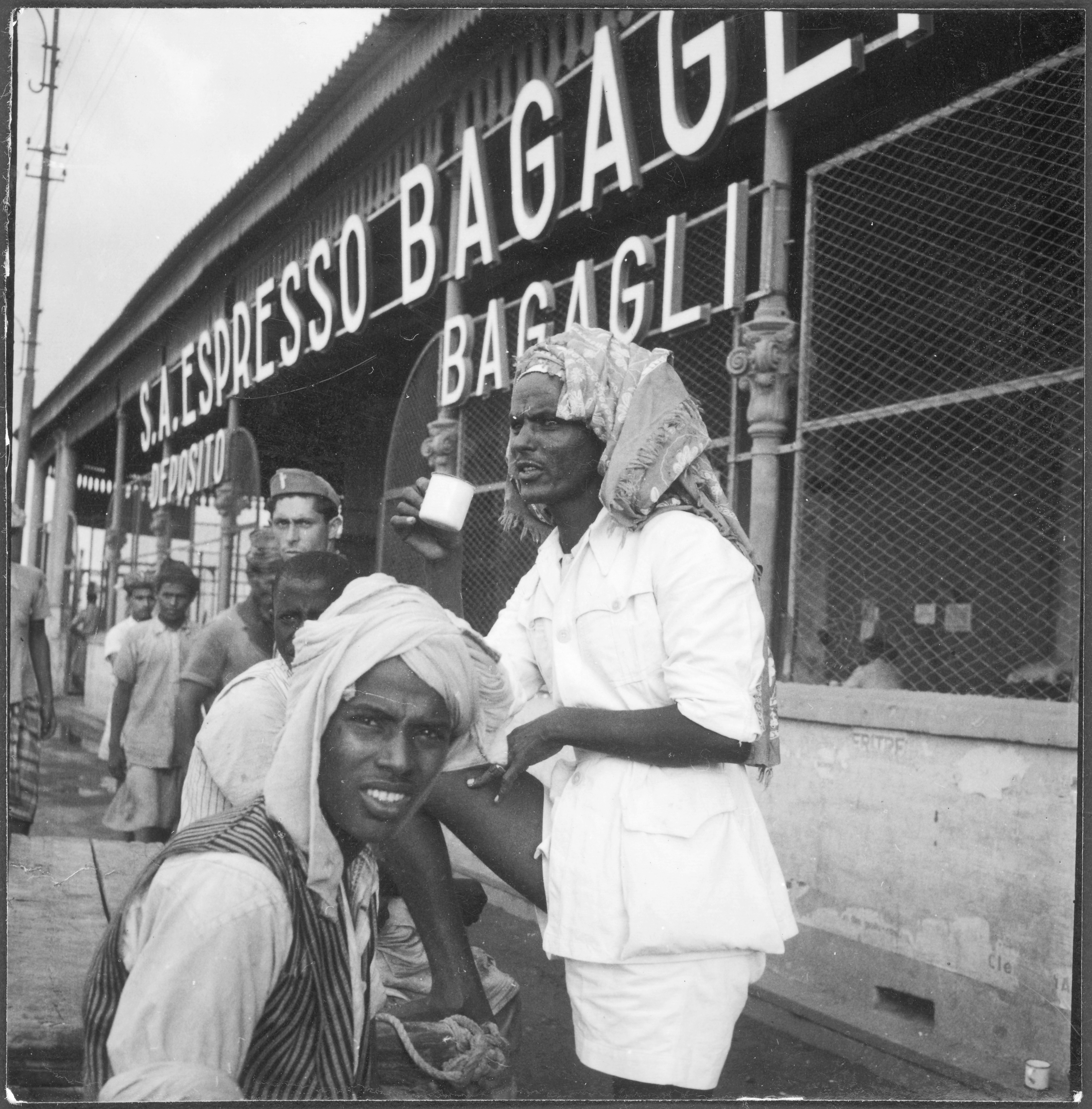
Porto di Massaua, 1939.

La funzione dei porti fu d'importanza vitale per la vita dell’impero, perché vi passava tutto l'occorrente all'organizzazione civile ed economica dei territori così come vi affluiva la quasi totalità delle merci destinate all'esportazione. Dei 12 miliardi stanziati nel 1937 per il piano sessennale di sviluppo dell'impero, ben 670 milioni furono riservati all'esecuzione delle strutture portuali. Il programma prevedeva lavori d'ammodernamento e potenziamento per quelle esistenti e la costruzione di nuovi impianti. 
Con la decisione di creare uno scalo nella baia di Assab il retroterra etiopico fu ripartito in zone approssimative facenti capo ai diversi approdi, secondo il criterio della minor distanza, vale a dire di un’economia di tempo e di denaro nei trasporti. Furono intensificati gli studi per la costruzione del grande porto oceanico sulla costa somala e fu decisa la sistemazione di quelli minori per sopperire alle necessità manifestatesi in dipendenza di nuove attività economiche sorte in alcune regioni. Quando le opere iniziate, quelle progettate e ancora allo studio sarebbero state compiute, l’impero avrebbe avuto gli scali di Massaua, Assab, Mogadiscio, Merca e Chisimaio, oltre agli approdi adeguatamente sistemati di Bender Cassim, Dante, Brava.
Il porto di Massaua era considerato a ragione il più vasto e sicuro del Mar Rosso e con le opere compiute nel periodo successivo al conflitto etiopico aveva assunto un ruolo di primaria importanza, riuscendo a smaltire un traffico che era inferiore solo a quello di Genova e Napoli. Con l'ampliamento effettuato fu possibile l'attracco e lo scarico contemporaneo di 15 piroscafi. Il 21 gennaio 1938 iniziarono i lavori per la costruzione del grande porto di Assab cui sarebbe stato riservato il movimento con l'Aussa, la Dancalia, lo Scioà e alcune sue zone limitrofe. L'entrata in funzione della strada dancala e dello scalo, sia pure in modo ancora limitato, ridusse il traffico commerciale di Gibuti e nel 1940 il Ministero dell’Africa Italiana aveva emanato delle disposizioni precise, in base alle quali fu avviata ad Assab tutta una serie di merci. Per quel che riguarda i trasporti marittimi il Lloyd Triestino esercitò il maggior numero di linee regolari sovvenzionate tra madrepatria e impero, affiancato da società minori, quali l'Achille Lauro di Napoli, la Ignazio Messina, la Cooperativa Garibaldi di Genova e la Regia Azienda Monopolio Banane. Vennero istituite numerose linee tra i porti italiani e quelli dell’impero tra cui i collegamenti Napoli-Gibuti, settimanali, Genova-Chisimaio, quindicinali, Genova-Gibuti, Genova-Mogadiscio, Trieste-Mogadiscio, mensili. Questi due ultimi proseguivano poi per l'India. A essi se ne aggiunsero molti altri come il servizio Italia-Sudafrica con gli scali di Massaua, Assab, Gibuti, Mogadiscio, Merca e Chisimaio e gli espressi da Genova e Trieste all'India e all'Estremo Oriente.
I servizi aerei erano utilizzati da una ristretta clientela formata da imprenditori, commercianti, alti funzionari militari e civili. Per tanti altri, inoltre, l'Ala Littoria rappresentò il mezzo rapido per il recapito postale. Le notizie che arrivavano con l’aereo, avevano sulle altre l’incalcolabile merito della rapidità: cinque giorni inizialmente, poi ridotti a meno di tre, rispetto alle tre o quattro settimane della posta ordinaria. Non solo viaggiatori, non solo notizie, ma anche medicinali e tutto ciò che aveva carattere d'urgenza. Il trasporto aereo pur in fase di grande espansione era riservato poiché ancora troppo costoso, solo a merci di grande valore, purché leggere e poco ingombranti. L’Ala Littoria nel suo tragitto per l’Africa Orientale faceva una delle sue soste a Bengasi. Da qui in 36 ore circa raggiungeva, attraverso il Cairo e Wadi Halfa, l'Asmara da dove con un ultimo balzo arrivava a Addis Abeba. Dai quattro giorni che impiegava nel 1938, su un itinerario di 5 634 km, si era passati, dal primo gennaio 1939, ai due giorni e mezzo soltanto, eliminando, dopo lo scalo di Khartoum, ogni altra fermata e puntando direttamente sulla capitale dell’impero. Vennero sviluppati anche i servizi aerei interni e costruiti aeroporti oltre che nei capoluoghi di governo, anche a Dire Daua, Assab e nelle località prive di collegamenti terrestri. Dall’ottobre 1938, l’Ala Littoria fu affiancata dalla società Aviotrasporti.

### Idraulica e minerarie
Anche le opere di colonizzazione furono diverse: fra esse si possono menzionare quelle di Tessenei in Eritrea e quelle, in Somalia, di Villabruzzi e di Genale sul fiume Uebi Scebeli, mentre nel campo minerario si possono ricordare le grandi saline di Dante in Migiurtinia, considerate all'epoca le più grandi del mondo.

## Tutela del patrimonio artistico
L’attività archeologica iniziò nel 1938 con lo studio degli obelischi di Axum da parte di Ugo Monneret de Villard che successivamente volse la sua attenzione alle chiese nella roccia tra cui quelle monolitiche di Roha nel Lasta attribuite al negus Lalibalà. Nel 1939 Gaspare Oliveiro condusse una campagna archeologica nella zona di Adulis, mentre Ettore Rossi esplorò le isole Dahlac che nei secoli XII e XIII furono il centro di un florido regno musulmano. Vanno, infine, ricordati i restauri dei palazzi imperiali di Gondar, completati prima dell'occupazione inglese. Nel 1940 fu pubblicato uno speciale ordinamento archeologico che prevedeva l'istituzione di una sovrintendenza in Addis Abeba per la tutela del patrimonio artistico, bibliografico e numismatico.

## Protezione dell'ambiente
Subito dopo la conquista dell'Etiopia e la creazione dell'Africa Orientale Italiana, le autorità coloniali iniziarono una imponente opera di incremento del patrimonio forestale. L'organizzazione di questa impresa era demandata alla 11ª Legione della Milizia forestale coloniale, su cinque nuclei di personale nazionale e ascari forestali. Inoltre nelle colonie operava fin dal 1904 l'Istituto agronomico per l'Africa italiana di Firenze. Vennero impiantati vivai su tutto il territorio e già nei primi due anni si ebbe un aumento esponenziale della produzione di legname da costruzione, legna da ardere e carbone. Nel 1937 vennero distribuite 2 400 000 piantine. Nel 1938 nel Corno d'Africa erano presenti 700 000 ettari di piante resinose, 2 500 000 ettari di latifoglie, oltre a boscaglia a densità normale per 25 milioni di ettari e a densità ridotta per 35 milioni di ettari.
Alla Milizia era anche demandato il controllo sulla regolamentazione della caccia. Già nel 1938 esisteva una protezione per certi animali, di cui era vietata la caccia in A.O.I.
Per cacciare occorreva avere una licenza (c'erano 6 tipi di licenze) e si potevano usare solo armi lunghe da fuoco a canna liscia o rigata o piccole carabine calibro 22. Erano invece vietate le armi da guerra in dotazione all'esercito, le carabine dello stesso calibro e le armi a ripetizione. Erano proibite pure le trappole di ogni genere, i veleni, l'uso di fari abbaglianti, la caccia da autoveicoli; la caccia da aerei a meno di 300 m di quota se si trattava di branchi o di mandrie. Non si potevano raccogliere o danneggiare uova o nidi. Non si poteva cacciare nei terreni privati.
Le specie protette (non potevano essere molestate in nessun modo) comprendevano elefanti con zanne di peso inferiore ai 15 kg, rinoceronti, asini selvatici, nyala di monte, stambecco del Semièn o ualià, stambecco nubiano, muflone africano, protele, dugongo, gelada, pangolino, garze bianche di ogni specie, marabù, bucorvo d'Abissinia o abbagumbà, avvoltoi di ogni specie, serpentario, becco a scarpa. Queste specie non potevano essere cacciate nemmeno dalle popolazioni locali. Divieti supplementari erano in vigore per le femmine di animali di diverse specie e per le giraffe.
Veniva inoltre prevista la costituzione di bandite naturali integrali, parchi nazionali, riserve assolute, riserve semplici, riserve parziali. Ogni tipo di riserva aveva le sue regole. In caso di uccisione di un animale protetto per difesa propria, il fatto doveva essere denunciato e le autorità provvedevano a ritirarne le spoglie.
Ulteriori regole o leggi rendevano la giurisdizione in merito abbastanza completa e piuttosto complessa. Alcune trattavano anche l'esportazione di trofei, avorio, oggetti in avorio, ecc. Le pene in caso di reato prevedevano ammende, ritiro della licenza, confisca delle armi, a seconda dei casi. Non risulta fossero previste pene detentive.

## Unità di misura
Oltre al sistema decimale erano utilizzate:
Unità di misura di peso
| Nome               | Note              | Equivalenza        | Nelle unità moderne |
| ------------------ | ----------------- | ------------------ | ------------------- |
| ochia o ochèt      |                   | peso di un tallero | 28,3 g              |
| rotolo o ratl      |                   | 30 ochèt           | 849 g               |
| frasla o farasula  |                   | 20 ratl            | 16,980 kg           |
| netr o natr        |                   | peso di 12 talleri | 339,6 g             |
| guandò             | per miele e burro |                    | circa 15 kg         |
| tonnellata inglese | long ton          |                    | 1016 kg             |
| oncia              | per oro e zibetto |                    | 28,08 g             |
| aladà              |                   | ½ oncia            | 14,04 g             |
| mutagàlla          |                   | ¼ oncia            | 7,02 g              |
| casm               |                   | 1/8 oncia          | 3,51 g              |

Unità di misura di lunghezza
| Nome          | Note    | Equivalenza                                                | Nelle unità moderne |
| ------------- | ------- | ---------------------------------------------------------- | ------------------- |
| chend         |         | lunghezza del braccio dal gomito alla punta del dito medio |                     |
| sinzèr        |         | distanza tra la punta del pollice e quella del medio       |                     |
| gat           |         | larghezza delle quattro ultime dita della mano distesa     |                     |
| tat           |         | larghezza dell'indice                                      |                     |
| cubì          |         | braccio a pugno chiuso                                     | 0,32 m              |
| emmèt o deràh | braccio |                                                            | 0,46 m              |
| top           |         | 4 yards                                                    | 3,92 m              |

Unità di misura di volume
| Nome    | Note                                     | Equivalenza | Nelle unità moderne |
| ------- | ---------------------------------------- | ----------- | ------------------- |
| dergò   | per aridi                                |             | 1,047 litri         |
| cunnà   |                                          | 4 dergò     | 4,880 litri         |
| ladàn   |                                          |             | 60,160 litri        |
| Menelìc | bicchiere di ferro smaltato, per liquidi |             | circa 1 litro       |
| massè   |                                          |             | 1,5 litri           |
| cabahò  |                                          |             | 6 litri             |
| ghebetà |                                          |             | 24 litri            |
| tánica  | latta da petrolio                        |             | 18 litri            |

Unità di misura di area
| Nome  | Nelle unità moderne |
| ----- | ------------------- |
| daràb | 8000 m²             |

Unità di misura varie
| Nome   | Equivalenza |
| ------ | ----------- |
| córgia | 20 pelli    |